# Evolve (luta profissional)
A Evolve Wrestling (estilizado como EVOLVE) é uma promoção de luta profissional independente americana. Agora de propriedade da WWE,Foi fundada em 2010 pelo ex-booker da Ring of Honor e vice-presidente da Dragon Gate USA, Gabe Sapolsky.
A empresa dispõe de lutadores de todo o país, bem como vários concorrentes do Japão. A promoção teve uma estreita relação de trabalho com a promoção irmã Dragon Gate USA até ao encerramento desta em agosto de 2015.
Em 2015, a Evolve formou uma parceria com a WWE permitindo que a WWE enviasse talentos da Evolve para o NXT e, eventualmente, apara o plantel da WWE.